# Friedrich Czerny
Friedrich „Fritz“ Czerny (* 5. Juni 1923 in Wien; † 5. November 2000 in Salzburg) war ein österreichischer Bauingenieur.

## Biografie
Czerny studierte zunächst Flugzeugbau an der Technischen Hochschule in Wien und nach dem Wehrdienst im Zweiten Weltkrieg und sowjetischer Kriegsgefangenschaft Kulturtechnik und Wasserwirtschaft an der Hochschule für Bodenkultur in Wien, an der er 1950 bei Ernst Chwalla promoviert wurde (Beitrag zur Berechnung von Wasserbehältern mit besonderer Berücksichtigung der dreiseitig eingespannten Platte). Danach war er Professor für Statik und Festigkeitslehre an der Universität für Bodenkultur Wien, ab 1962 als außerordentlicher und ab 1966 als ordentlicher Professor und Leiter des Instituts für Baustatik und Festigkeitslehre bis zu seiner vorzeitigen Emeritierung 1988. Außerdem war er ab 1962 beratender Ingenieur.
Nach Plänen von Fritz Czerny wurde in den Jahren 1970/71 in Leoben die Pebalbrücke errichtet, die zum Zeitpunkt der Eröffnung mit 83 Meter Gesamtlänge die längste Brücke mit Kanalführung in Österreich war. Die Betonbrücke ersetzte einen 1942 von Heerespionieren errichteten hölzernen Steg, den sogenannten Pioniersteg. Über die Brücke führt von der Pebalstraße auf Judendorfer Seite bis zur Anbindung an den Kreuzfeldweg auf Mühltaler Seite der nach den Heerespionieren benannte Pionierweg.
Er veröffentlichte über Platten unter Lastfällen, wie sie im Grund- und Wasserbau anzutreffen sind (z. B. für Behälter für Trinkwasser, Winkelstützmauern, Staumauern), Wildbachsperren aus Stahlbeton.

## Schriften (Auswahl)
- Wildbachsperren aus Beton und Stahlbeton. Eine Studie über deren Belastung, Konstruktion, Berechnung und Bemessung. Wien: VÖZ 1971
- Wildbachsperren. Wien: Zement + Beton 1998
- Über Kreisbehälter und deren statische Berechnung, Österr. Wasserwirtschaft, Band 6, 1954, Heft 8/9
- Tafeln für gleichmäßig vollbelastete Rechteckplatten, Bautechnik Archiv, Heft 11, Ernst und Sohn 1955
- Die hydrostatisch belastete Platte beliebiger Form mit einem freien Rand in der Wasserspiegelebene, Bauingenieur, Band 35, 1960, H. 8
- Die Bemessung kreiszylindrischer Behälter und Druckrohre, Österr. Wasserwirtschaft, Band 16, 1964, H. 9/10
- Die dreiseitig gelagerte Rechteckplatte, in: Stahlbau und Baustatik -Aktuelle Probleme (Festschrift Hermann Beer, Konrad Sattler), Springer 1965
- Wasserbehälter aus Stahlbeton, Zement und Beton, Band 15, 1970, H. 52
- mit R. Kettner: Die an drei Rändern starr eingespannte Rechteckplatte, in: A. Hain, J. Stern (Hrsg.), Festschrift Alf Pflüger, Institut für Statik, Hannover 1977
- mit H. Böck, J. Mayer: Schiefwinklige Stahlbetonplattenbrücken, Empfehlungen zur Berechnung und Konstruktion, Bundesministerium für Bauten und Technik, Straßenforschung, H. 220, Wien 1984
- Die Halbkreisplatte mit linear veränderlicher Dicke, Beton- und Stahlbetonbau, Band 81, 1986, Heft 8
- Die vierseitig starr eingespannte Rechteckplatte mit linear veränderlicher Dicke, Beton- und Stahlbetonbau, Band 79, 1984, Heft 2

Tafeln für vier- und dreiseitig gelagerte Rechteckplatten erschienen von ihm ab 1958 regelmäßig im Beton-Kalender.